# Conflict: Global Storm
Conflict: Global Storm (або Conflict: Global Terror у Північній Америці) — відеогра в жанрі тактичний шутер, розроблена «Pivotal Games» і Synergenix, а видана «SCi Games» і «2K Games» для PlayStation 2, Xbox і Microsoft Windows. Це четверта гра серії «Conflict».
Дія зосереджується на елітному підрозділі спецзагону швидкого реагування, в якому є чотири герої з серії «Desert Storm» та новий член. Бредлі, Фолі, Коннорс, Джонс і Шерман повинні подолати терористів у багатьох країнах, включаючи Колумбію, Південну Корею, Україну, Єгипет, Філіппіни та Кашмір.

## Ігровий процес
Ігровий процес відбувається переважно в перспективі від третьої особи з елементами керування, подібними до стандартного шутера від першої особи. Гравець безпосередньо керує одним із членів команди, однак може віддавати команди іншим товаришам. Гравець також може міняти пряме керування між будь-яким із чотирьох персонажів на льоту. Такий механізм управління розроблений, щоб дозволити виникнути в тактичну гру, причому багато гравців віддають перевагу «повільному та стабільному» підходу, на відміну від багатьох сучасних шутерів від першої та третьої особи. Штучний інтелект у грі буде просуватися за гравцем, використовувати прикриття, гранати та відступати, якщо буде поранено.